# Değirmendere
Der Değirmendere (türkisch für „Mühlbach“) ist ein Fluss zum Schwarzen Meer in der nordtürkischen Provinz Trabzon. Der Fluss hieß in der Antike Piksidis.
Der Değirmendere entspringt am Zigana-Pass an der Provinzgrenze zu Gümüşhane. Die Europastraße 97 / Fernstraße D885 folgt dem Flusslauf bis nach Trabzon am Schwarzen Meer. 
Der Değirmendere durchfließt den Landkreis Maçka in überwiegend nordnordöstlicher Richtung. Er passiert die Ortschaft Anayurt und die Kreisstadt Maçka. Größere Nebenflüsse sind Altındere und Galyan Deresi, beide von rechts.
Schließlich mündet er am Ostrand der Provinzhauptstadt Trabzon ins Schwarze Meer.
Der Değirmendere hat eine Länge von etwa 60 km.